# Hendry Blank
Pour les articles homonymes, voir Blank.
Hendry Blank, né le 21 août 2004 en Allemagne, est un footballeur allemand qui évolue au poste de défenseur central au Hanovre 96.

## Biographie

### En club
Né en Allemagne, Hendry Blank est formé par le Bayer Leverkusen avant de rejoindre en 2019 le Borussia Dortmund, où il poursuit sa formation. Lors de la saison 2022-2023 il est sacré champion d'Allemagne avec l'équipe des moins de 19 ans du club. Le 13 juin 2023 il prolonge son contrat avec le BVB jusqu'en juin 2025 et promu dans l'équipe B.
Hendry Blank joue son premier match avec l'équipe première le 20 janvier 2024, contre le 1. FC Cologne lors d'une rencontre de Bundesliga. Il entre en jeu à la place de Niklas Süle et son équipe s'impose par quatre buts à zéro.
Le 1er février 2024, Hendry Blank s'engage en faveur du RB Salzbourg, pour un contrat courant jusqu'en juin 2028.
Le 6 août 2024, Blank fait sa première apparition en Ligue des champions, face au FC Twente. Il est titularisé et son équipe l'emporte par deux buts à un,.

### En sélection
Hendry Blank possède des racines ghanéennes mais il représente son pays de naissance en sélection, en commençant par l'équipe d'Allemagne des moins de 20 ans. Il joue son premier match le 13 octobre 2023 contre le Portugal. Il est titularisé et son équipe s'impose par deux buts à un.

### Style de jeu
Défenseur central gaucher, Hendy Blank est également capable de jouer au poste d'arrière gauche. Décrit comme un joueur physique et bon dans les duels, il est également apprécié pour sa vitesse et son calme.